# Mdlaw Megbi
Mdlaw Megbi – erytrejski klub piłkarski z siedzibą w Asmarze, występujący niegdyś w pierwszej lidze erytrejskiej.

## Sukcesy
- I liga[1]:
  - mistrzostwo (1): 1997.

## Występy w afrykańskich pucharach
| Sezon | Rozgrywki     | Runda   | Kraj   | Klub               | Dom | Wyjazd | Dwumecz |
| ----- | ------------- | ------- | ------ | ------------------ | --- | ------ | ------- |
| 1998  | Liga Mistrzów | wstępna | Kenia  | Utalii FC          | 0–1 | 0–1    | 0–1     |
| 1999  | Puchar CAF    | 1       | Uganda | Express Red Eagles | 1–0 | 0–6    | 1–6     |

## Stadion
Domowe mecze klub rozgrywa na stadionie o nazwie Cicero Stadium w Asmarze, który może pomieścić 10000 widzów.